# Asphodèle (bande dessinée)
Pour les articles homonymes, voir Asphodèle.
Asphodèle est une série de bande dessinée écrite par Éric Corbeyran, dessinée par Djillali Défali et colorisée par Pierre Schelle. Ses quatre volumes sont parus chez Delcourt entre 2003 et 2005.
Asphodèle mettant en scène une sorcière des temps modernes, qui utilise ses pouvoirs dans des enquêtes paranormales. Le personnage d'Asphodèle, outre sa propre série, apparaît également dans La Loi des XII tables, du même scénariste.

## Albums
- Delcourt, collection « Insomnie » :

1. Le Preneur d'âmes, 2003[1].
2. La Corde d'argent, 2003.
3. L'Ange noir, 2004[2].
4. La Nuit du Masque, 2005[3].